# Citnos
Citnos (en griego Κύθνος, Kýthnos) es una pequeña isla griega de las islas Cícladas occidentales, localizada en aguas del mar Egeo entre las islas de Ceos y Serifos. Está a 56 millas náuticas del Pireo y a unos 40 km al sureste del cabo Sunión, el extremo más meridional del Ática.
Citnos tiene unos 100 km² y un litoral de unos 100 km. Tiene más de 70 playas, muchas de las cuales son inaccesibles por carretera. Se destaca el istmo en forma de media luna de fina arena de Kolona.
La ciudad principal lleva el mismo nombre. La antigua ciudad, llamada ahora Hebraeokastron, está en ruinas y se pueden ver las murallas. Modernamente se le llamó Termia, por unas aguas termales en la parte noreste, pero el nombre no ha prevalecido. El personaje más famoso de la isla fue el pintor Cidias. La isla era conocida principalmente por sus excelentes quesos. Antiguamente se llamaba Driopis. 
Citnos es también un municipio de la unidad periférica de Ceos-Citnos de periferia de Egeo Meridional.

## Nombre
Los primeros habitantes de Citnos fueron los Dríopes,  cuyo rey mítico era Citnos (hijo del dios Apolo), de ahí el nombre de la isla. También se la conocía como Driopis o Ofiousa. En la Edad Media se llamaba Thiramna, mientras que Nilos Doxapatris la menciona con el nombre de Thermia ya en 1143, por las aguas termales que existen. Más tarde, los turcos la llamaron "Hamam Antassi" (=isla de aguas cálidas).

## Asentamientos
La isla tiene dos asentamientos significativos, la población de Mesaria o Citnos (pobl. de unos 675), conocida localmente como Jora, y la población de Driopis o Driopida (pobl. de unos 525), también conocida como Jorio. Ambas poblaciones se destacan por sus calles serpenteantes y escalonadas, demasiado estrechas para el tráfico vehicular. Los pueblos son pintorescos y con estilos arquitectónicos diferentes. Jora tiene los más típicos tejados planos de las Cícladas, mientras que los tejados de Driopida son inclinados y con tejas. Se destaca también la gran iglesia ortodoxa de Jora.
Hay también una creciente población costera llamada Kanala en el lado este de la isla, y muchas de sus grandes playas están colonizadas por un puñado de residentes. Aghios Dimitrios, al sur de la punta de la isla, es en su mayor parte un moderno asentamiento, con pequeñas casas de vacaciones que salpican la ladera encima de una amplia playa que está salpicada de narcisos de mar. En el extremo noreste de la isla está un pueblo famoso por sus manantiales termales, los cuales se dice que tienen propiedades curativas. 
El puerto de la ciudad se llama Merihas, y su población fluctúa durante el año. Antes de la década de 1970, no había residentes todo el año. Hoy, la población crece, y especialmente en verano. Merihas está conectada con el Pireo y con Laurión por ferry boat, y el viaje dura unas cuatro horas. La construcción de un nuevo espigón comenzó en 2005 para acomodar a los ferris más grandes.
Citnos hasta hace poco era una de las últimas islas de las cícladas que no habían sido afectadas por el impacto del turismo, pero esto ha cambiado. No obstante la isla no ha sido sobrexplotada y en las zonas más remotas de los pueblos subsiste la forma tradicional de vida.

## Prehistoria
Citnos es muy probablemente la más antigua isla poblada de las islas Cícladas. Hay restos de asentamientos mesolíticos (8500 a. C. – 6500 a. C.) en la costa noreste. El sitio cerca del pueblo está situado en la costa, y grandes porciones han sido erosianadas por el mar. Las excavaciones de 1996 hallaron esqueletos humanos intactos, junto con artefactos de piedra y parte del pavimento del suelo, que indican un largo asentamiento en el tiempo, probablemente de cazadores-recolectores.
Hallazgos del III milenio a. C. (primer periodo cicládico) en Skouries cerca del pico más alto de la isla, el monte Profitis Elias, sugiere que Citnos era proveedora de materiales en bruto de metalurgia a las otras islas durante la Edad del Bronce. Restos de lugares de fundido de cobre y minas de cobre a cielo abierto fueron investigadas en 1984-1985.
Los primeros habitantes de la isla conocidos por los historiadores fueron los carios, una tribu prehelénica probablemente aliada con los minoicos o quizá bajo su dominio. Finalmente fueron forzados por la invasión de las tribus a trasladarse y asentarse en Asia Menor. Heródoto dice que los miembros de otra tribu prehelénica, los dríopes, cuyo origen se encontraba en el continente griego cerca del Parnaso, tuvieron que emigrar a lugares como Hermíone, Estira (en la isla de Eubea), Ásine y también a Citnos. Esta tribu probablemente dio el nombre a una de las dos principales poblaciones, Driopis o Driopida. Algunas fuentes dicen que la isla tomó el nombre del rey Citnos de los dríopes; otras sugieren que es más una figura mítica que histórica. Los dríopes se trasladaron bajo la presión de los jonios, que emigraron al continente griego cuando las tribus dorias se desplazaron desde el norte.
Un sitio heleno en Vryokastro, encima de la bahía de Episkopi en la parte noroeste de la isla, fue parcialmente excavado a mediados de siglo XX, proporcionando planos de suelos de casas y un santuario, así como unos pocos artefactos. En artículos periodísticos griegos del 19 de diciembre de 2002, el arqueólogo Alexandros Mazarakis-Ainian anunciaba un espectacular descubrimiento en el sitio: un sancta sanctorum (adyton) de un templo era hallado intacto. Sobre 1.400 objetos, incluyendo preciosas joyas y artefactos de oro, plata y bronce, figurillas de terracota y vasos pintados fueron encontrados, en lo que los arqueólogos han determinado era un templo de 2.700 años dedicado a Hera, o Afrodita. La mayoría de los objetos encontrados datan del siglo VII a. C. al V a. C.
El sitio de Vryokastro estuvo deshabitado hasta época romana. En esta época las islas Cícladas sufrieron la depredación de los piratas y, quizás por esta razón, los principales asentamientos se movieron al interior y a lugares más defendibles.
Restos de otro antiguo asentamiento, con extensas murallas de piedra, pudo haber estado en el extremo norte del cabo. Este sitio, llamado Kastro, era la capital de la isla desde la época de Cristo, durante la época imperio bizantino hasta los tiempos de los francos. Este sitio era inexpugnable: tres de sus lados eran escarpados y caían 150 m sobre el mar. Al cuarto lado se llegaba por una estrecha senda que estaba bloqueada por un gran muro, partes del cual aún existen (junto con muros que delinean cientos de casas). Sin embargo hay evidencias de que la ciudad fue destruida y reconstruida varias veces. La población fluctuó dramáticamente durante este periodo y la isla fue diezmada debido a los merodeadores y plagas.

## Historia
Sólo raramente la isla es mencionada por los autores antiguos. En la batalla de Salamina (480 a. C.), Heródoto informa que Citnos contribuyó con una trirreme y un pentecóntero, y su contribución es conmemorada en la base de un trípode de oro en Delfos. No participó en las operaciones de Artemisio.
Después de la guerra del Peloponeso se convirtió en aliada de Atenas junto con otras islas.
Fue tributaria de Atenas en la confederación de Delos  y más tarde fue ocupada por el pirata Glaucetas, que contaba con el apoyo de los Macedonios, pero luego fue expulsado por los Atenienses. 
Muchas fuentes repiten que Aristóteles elogió al gobierno de Citnos en su Constitución de Citnos. Es difícil de determinar qué fue exactamente lo que escribió, dado que todos sus escritos sobre las constituciones de las 158 ciudades-estado se han perdido excepto la de Atenas. 
En la guerra entre Macedonia y Roma, en 200 a. C., fue ocupada por una guarnición macedonia y fue asediada por Átalo I de Pérgamo y por los rodios pero no la pudieron ocupar. Después de la muerte del emperador Nerón un falso Nerón apareció en esta isla y reunió a muchos adeptos, pero permaneció poco tiempo. Continuó en manos de Roma y Bizancio.
Tras la caída de Constantinopla en 1205 pasó a Venecia y fue parte del Ducado de Naxos. En 1207, Citnos cayó bajo el gobierno del franco Marco Sanudo. Permaneció en manos venecianas durante 400 años. 

Durante este periodo, era conocida como Thermia, nombre derivado de los manantiales minerales calientes que se encontraban en la costa noreste, en el pueblo de Loutra ("baños" en griego). Estos baños medicinales eran famosos al menos desde la época romana y eran una zona de balneario y de vacaciones de moda. 1279 fue una de las islas que ocupó la flota bizantina dirigida por el gran duque Licarios y quedó bajo soberanía bizantina hasta que en 1307 Giannoulis da Corogna, un caballero de la orden de San Juan, con un grupo de soldados, ocupó las islas de Sifnos y Citnos, y se declaró independiente de Naxos y de Bizancio, llamándose señor soberano de Sifnos y Citnos. Los Corogna rigieron Citnos y Sifnos hasta que el último murió en 1464. La heredera Marietta de Corogna se casó con Nikolaos Goranides (Nicolo I Gozzadini), que se convirtió en señor. 

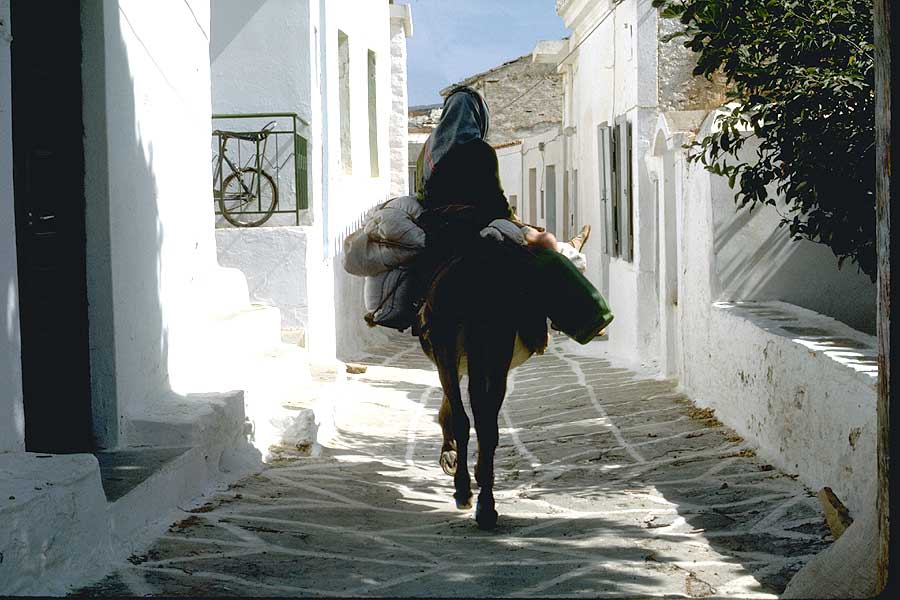
Calle típica en Driopida

Caterina, hija de Ángel II Gozzadini señor de Sifnos y Citnos (muerto en 1464) se casó en el 1462 con el duque de Naxos Jaime III Crispo (duque 1463-1480) y tuvo dos hijas: en 1463 a Fiorenza que fue señora de Namfios, de Santorini en 1479, y de Paros en 1520 (murió en 1528); y en 1466 a Petronela. Más tarde Adriana, hija de Nicolo II Gozzadini, señor de Sifnos y Citnos se casó con Juan IV Crispo (duque de Naxos 1517-1544); en el siglo XVI la hija del señor Ángel III Gozzadini de Sifnos y Citnos, Fiorenza Gozzadini, se casó con Francisco IV Crispo, heredero del ducado de Naxos y duque asociado (1536-1544) y tuvieron una hija, Fiorenza Gozzadini. En 1537 Barbarroja ocupó Sifnos, pero no Citnos que desde entonces hubo de pagar tributo.
Durante este periodo, era conocida como Termia, un nombre derivado de los manantiales minerales de la costa noreste en la población de Loutra (que significa "baños" en griego). Estos baños eran renombrados, al menos desde época romana. La capital permaneció en Kastro, que fue reconstruida como una fortaleza franca y era conocida como la Torre de Termia. 
A consecuencia de un asedio los otomanos resultaron victoriosos sobre el último señor veneciano, Angelo Gozzadini, en 1617. Según una historia relatada por J. L. Bent en su relato de viajes de las Cícladas, en 1885, Kastro cayó sólo debido a una traicionera estratagema de los otomanos: una mujer joven, con un niño y aparentemente dolorida, se acercó a la entrada y suplicó ser admitido; la hija del vigilante abrió la puerta a ella y a los turcos escondidos cerca. Bent escribe que esta versión se conservaba en una popular balada isleña.
Tras la caída de los turcos, Kastro fue abandonada y la nueva capital se localizó en el interior, como el nombre de Mesaria sugiere. Más tarde, esta ciudad fue conocida como Jora (el nombre griego genérico para una capital, también escrita Hora o Chora).
Bajo los otomanos, Citnos disfrutó de libertad religiosa, pero fue un pobre y poco poblado lugar, aún acosado por los piratas y sufriendo frecuentes epidemias. En 1791 se abrió una escuela de griego en Jora (Messaria), que se instaló en el monasterio de Panagia de Nikous. El monje Parthenios Koulouris, de Sifnos, fue el primer profesor. Le sucedió en 1809 el monje Makarios Filippaios, de Citnos, que siguió enseñando durante los años de Kapodistrias. En 1806, una incursión pirata, aunque repelida, provocó la emigración de grupos de habitantes de Citnos a la costa de Asia Menor, desde donde algunos se repatriaron posteriormente, trayendo a la isla costumbres de los lugares donde habían vivido.

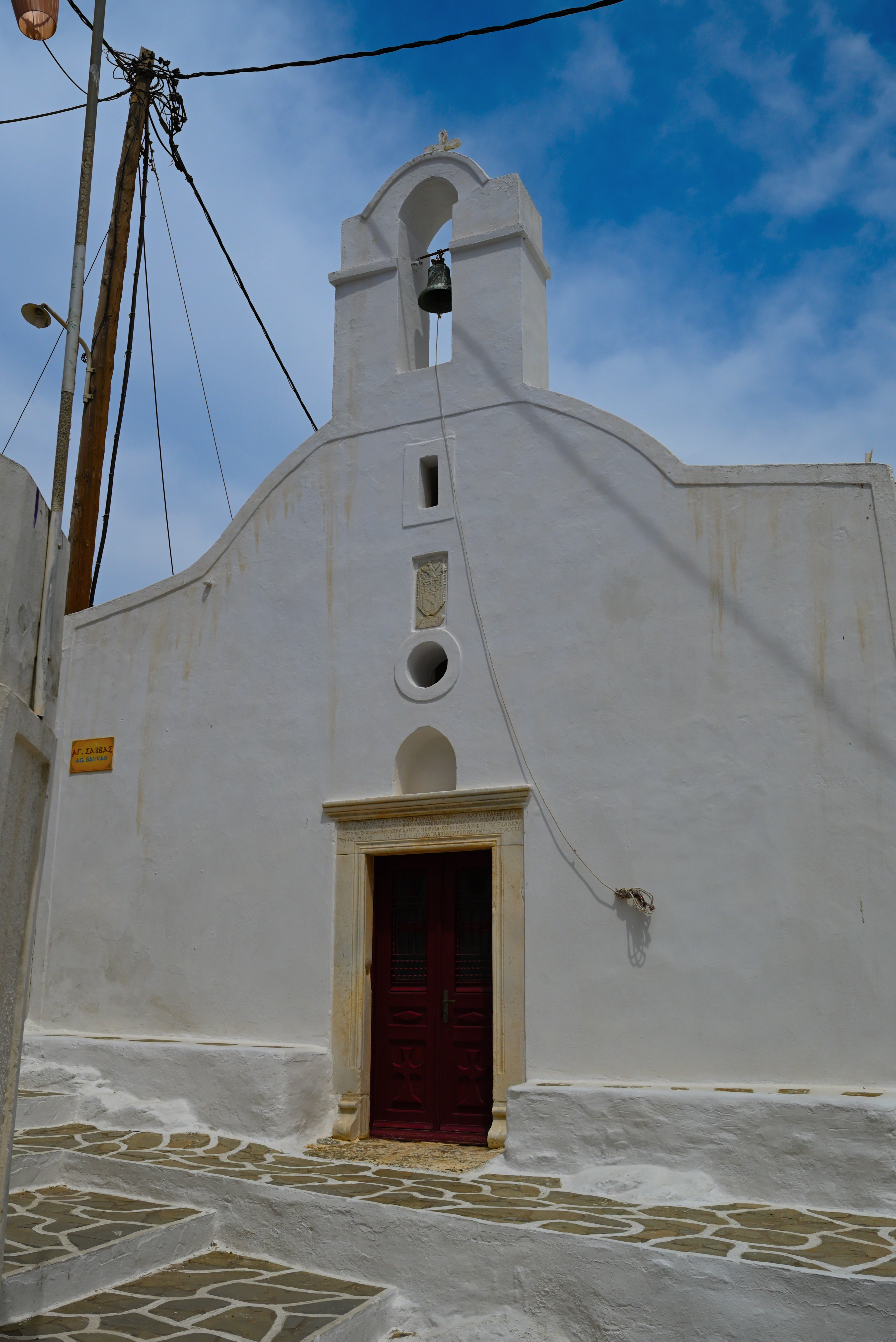
San Sabas en Jora

Citnos participó en la Revolución de 1821 y durante su duración fue un refugio para los refugiados griegos de zonas como Chios, Psara y Aivali. En 1823 se declaró una plaga. Citno estuvo representada en la 3.ª Asamblea Nacional de Epidauro, en la 3.ª Asamblea Nacional de Troizina por Moschos Filippaios (Jora) y N. Economidis Levantis (Driopida). En los años siguientes, hasta 1832, Citnos estuvo representada en las Asambleas Nacionales por N. Vallindas.
En 1828 funcionaban en la isla cinco escuelas, incluidas las privadas, y en 1833 sólo funcionaban dos. Se sostenían económicamente con las contribuciones de los residentes y los ingresos de los monasterios de la isla. En los años de Kapodistrias, Citnos era mencionada como una de las islas más pobres de las Cícladas.
Durante el reinado del primer rey griego, Otón, Citnos fue un lugar de exilio para prisioneros políticos y fue la escena de la fracasada revuelta de 1862 por rebeldes de Siros que intentaron liberar a los prisioneros.
En el siglo XIX, los citnios se ganaban la vida, como lo habían hecho en siglos anteriores, como pescadores o pastores. La isla tenía pocos recursos naturales, carecía de aguas profundas para el amarre de los barcos y era relativamente inaccesible. A comienzos del siglo XX, mineral de hierro fue descubierto en la isla y los citnios pudieron completar sus escasos ingresos trabajando en las minas. Estas minas, sin embargo, estuvieron fuera de juego por la Segunda Guerra Mundial, y otra vez, la población de la isla empeoró y la gente joven la dejó para buscar empleo y una vida mejor en Atenas o incluso más lejos. Durante la ocupación, muchos habitantes de Kythnos que vivían en Atenas regresaron a la isla en busca de mejores condiciones de vida.
El boom turístico griego de mitad del siglo XX en gran parte no tocó a Citnos debido a la carencia de aguas profundas en el puerto para los ferris. La construcción de un nuevo espigón en 1974 precipitó grandes cambios. Hoy, la isla es un moderno y próspero lugar, con un creciente turismo. Está a la cabeza de experimentos de energías altenativas, con el establecimiento en 1983 del primer parque eólico de Grecia que hoy suministra electricidad a muchas islas. Numerosas casas individuales en remotas cuevas están equipadas con sistemas fotovoltaicos, y casi todas las casa emplean energía solar.
Debido a su proximidad a Atenas, Citnos se ha convertido en un lugar de moda para las vacaciones domésticas, a lo que hay que sumar que es un destino accesible para los visitantes extranjeros. Además de sus numerosas playas y pintorescos pueblos, también es el lugar de una de las cuevas más grandes de Grecia: la cueva Katafiki, en Driopida. Esta cueva, primero visitada en la década de 1830 y descrita por el geólogo Fiedler, tiene un único "schratten" o cortinas de roca, además de espeleotermas. Fue una mina hasta 1939 y actualmente ha sido desarrollada como atracción turística.

## Folklore

### Balanceos
Una costumbre de Semana Santa que se ha conservado hasta nuestros días. Se ata un balanceo de madera a un árbol o a unas estacas en el centro del pueblo y los jóvenes se balancean en él, intercambiando alabanzas y poesías.

### El primero de mayo
En la víspera del primero de mayo se preparaba la corona de "mayo" con flores y se cantaba con música. Esta es una costumbre que aún se conserva en la actualidad.

### Lazanis
Al mediodía del domingo tirio, se bautizaba al "Lazanis", un muñeco de paja que supuestamente venía a "tomar la lasaña (spaghetti)". La costumbre se mantiene hasta hoy, y el "Lazanis" ocupa el papel de Rey del Carnaval.

### Tradición musical y de danza
El violín y el laúd, que conforman la "Zyia", son los principales instrumentos musicales de la isla.La tsampuna (o kaida) es el instrumento característico que se escucha durante el Carnaval.
Toda celebración comienza con los cantos de la "tavla" o "mesa". Los bailes más representativos son el kalamatianos, el syrtos y el balos, que se bailan en pareja. Cada danza suele comenzar con el kalamatianos, continúa con el sirtos y termina con el balos, la más especial de las danzas de Citnos. Lo que distingue al balos termiótico de los demás son los característicos "paseos", que se hacen con las dos manos juntas y haciendo que la pareja baile de espaldas. Otro baile característico es el karzilama.

### Tradiciones
En las leyendas y creencias de Citnos hay múltiples referencias a hadas, vampiros, dragones, etc. que viven en diversos lugares de la isla como: antiguas ruinas, molinos, eras, playas aisladas, etc.

### Gastronomía
Los platos representativos de la cocina local son la sfougata ( bolitas de queso fritas), el kolopi (pita con verduras) y los poulos (panecillo relleno de carne de cerdo salada).  La isla también cuenta con otros productos tradicionales como la miel y varios tipos de queso.

## Playas
Citnos cuenta con más de 90 playas. Algunas de ellas son: Kolona, Episkopi, Apokrousi, Megali Ammos, Schinari, Simousi, Martinakia, Zogaki, Naoussa, Kouri, Agios Stefanos, Vasilika, Lefkes, Liotrivi.

## Galería

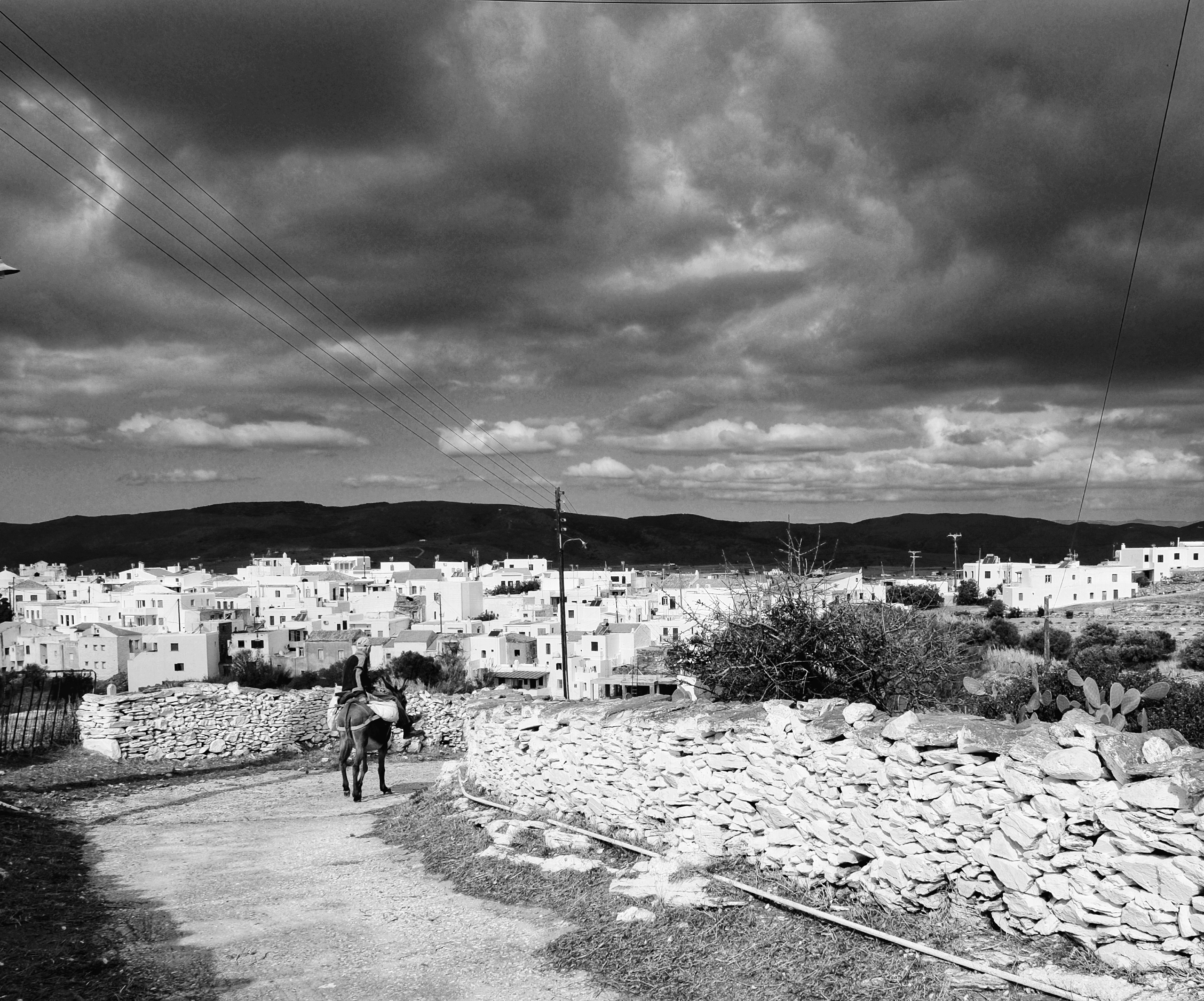
Pueblo de Jora
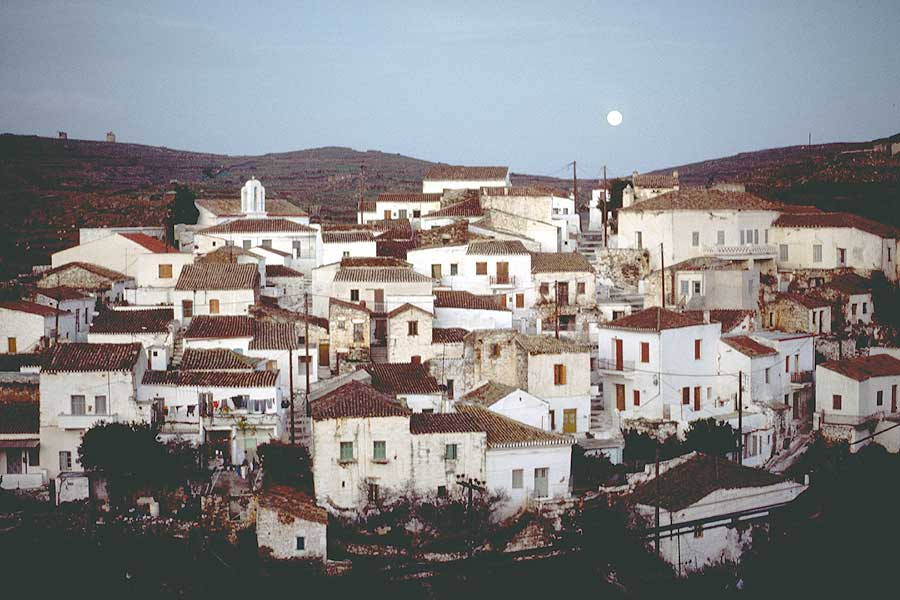
Pueblo de Driopida.
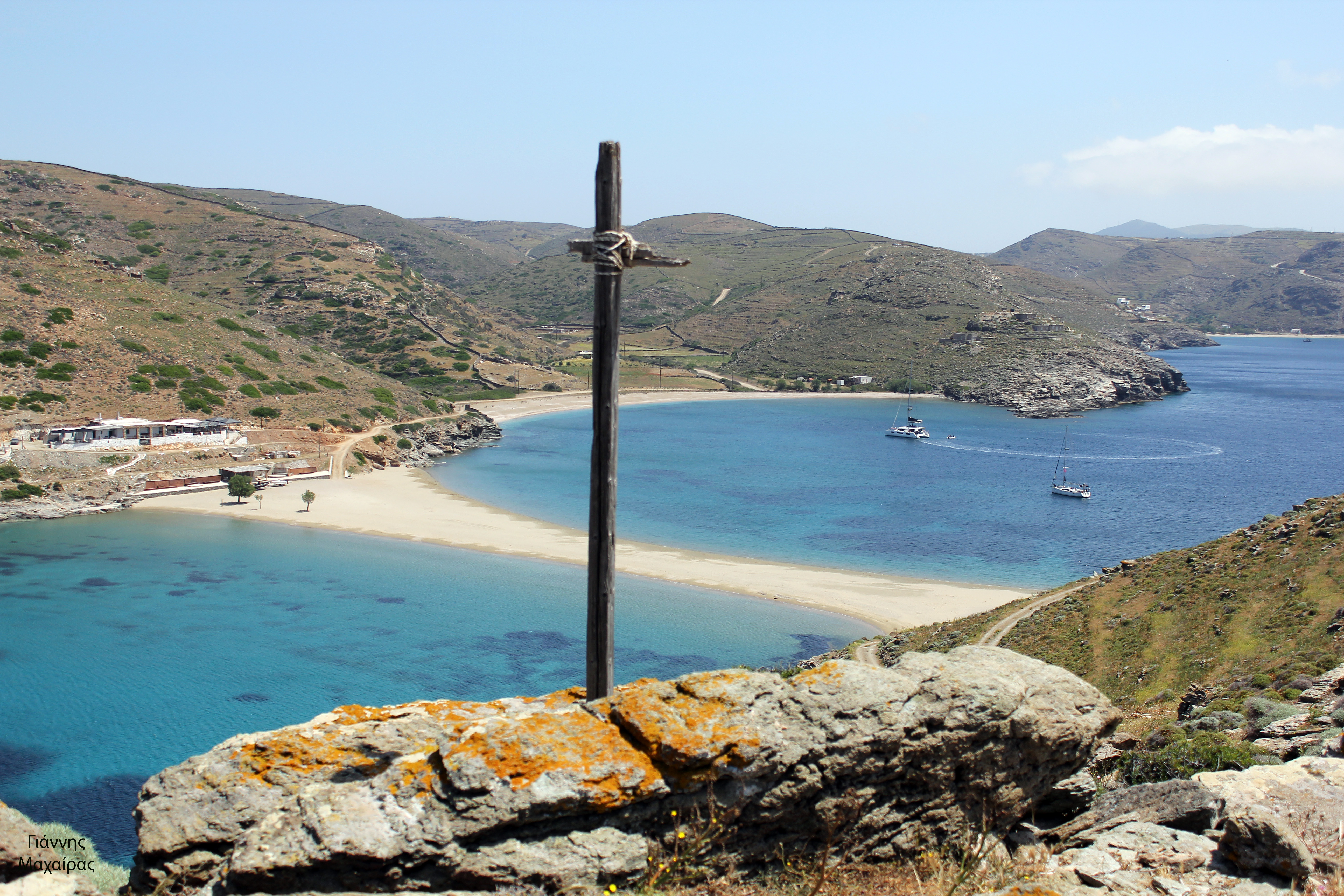
La playa de Kolona
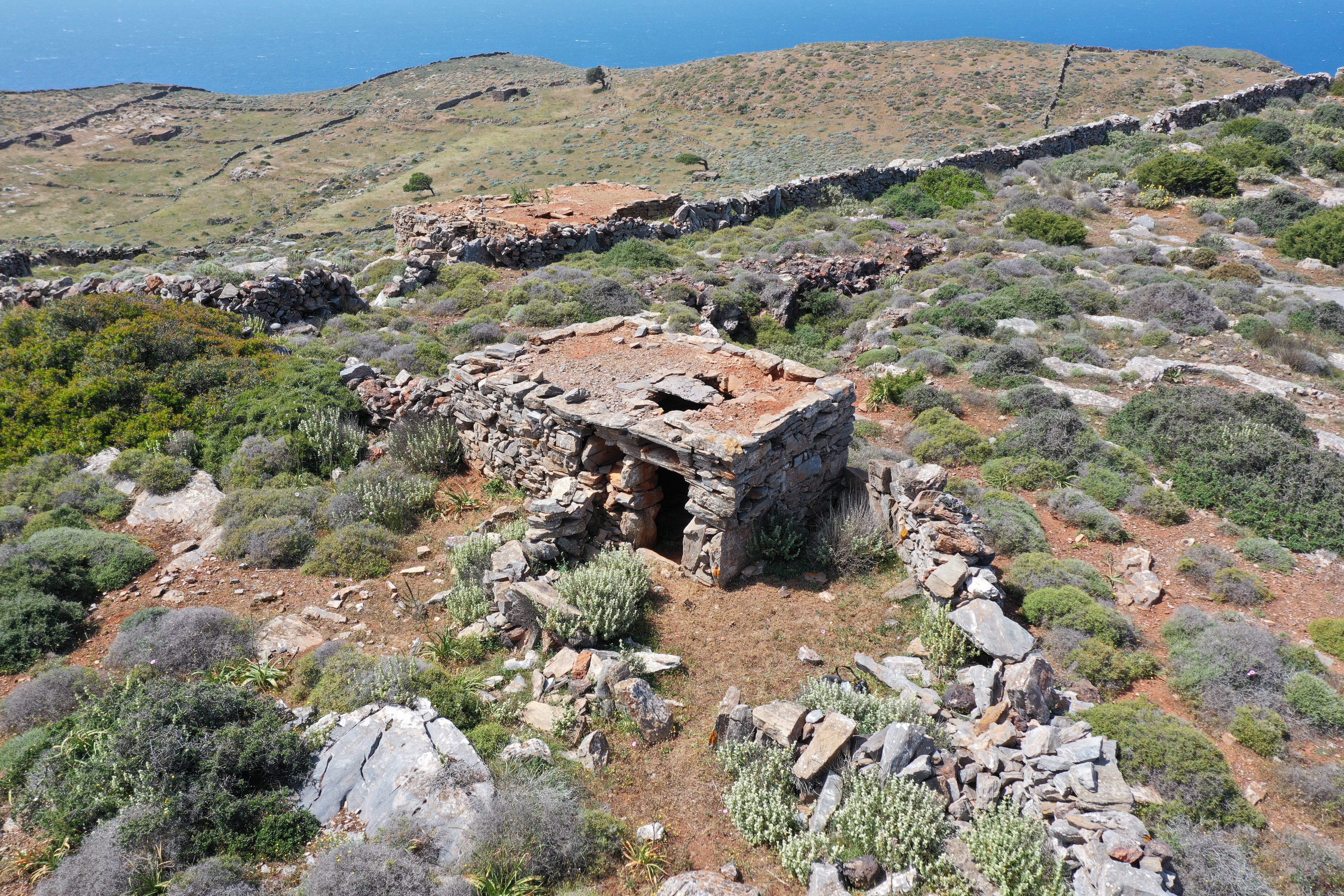
Vista del Monte Kakovolo
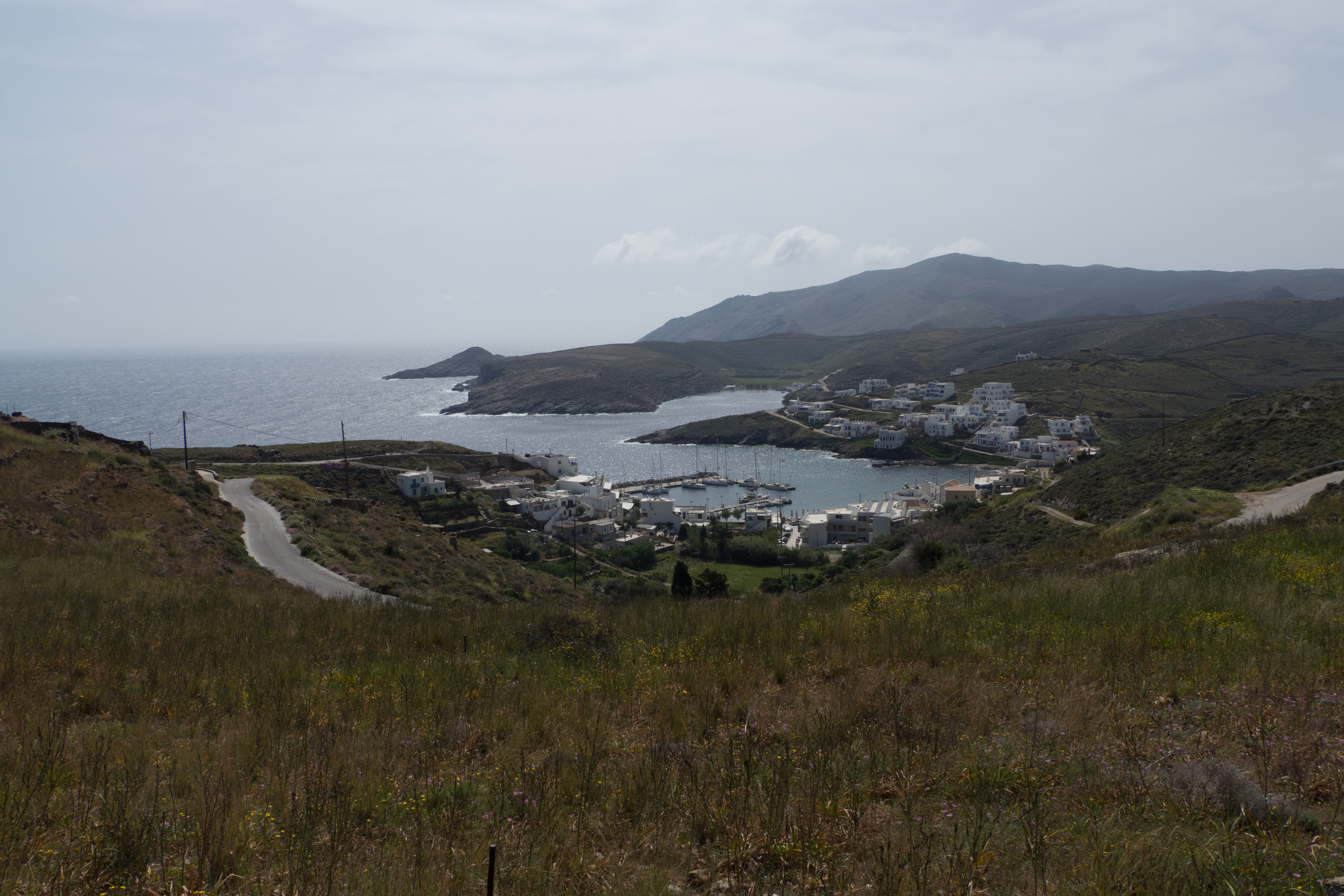
Bahía de Loutra
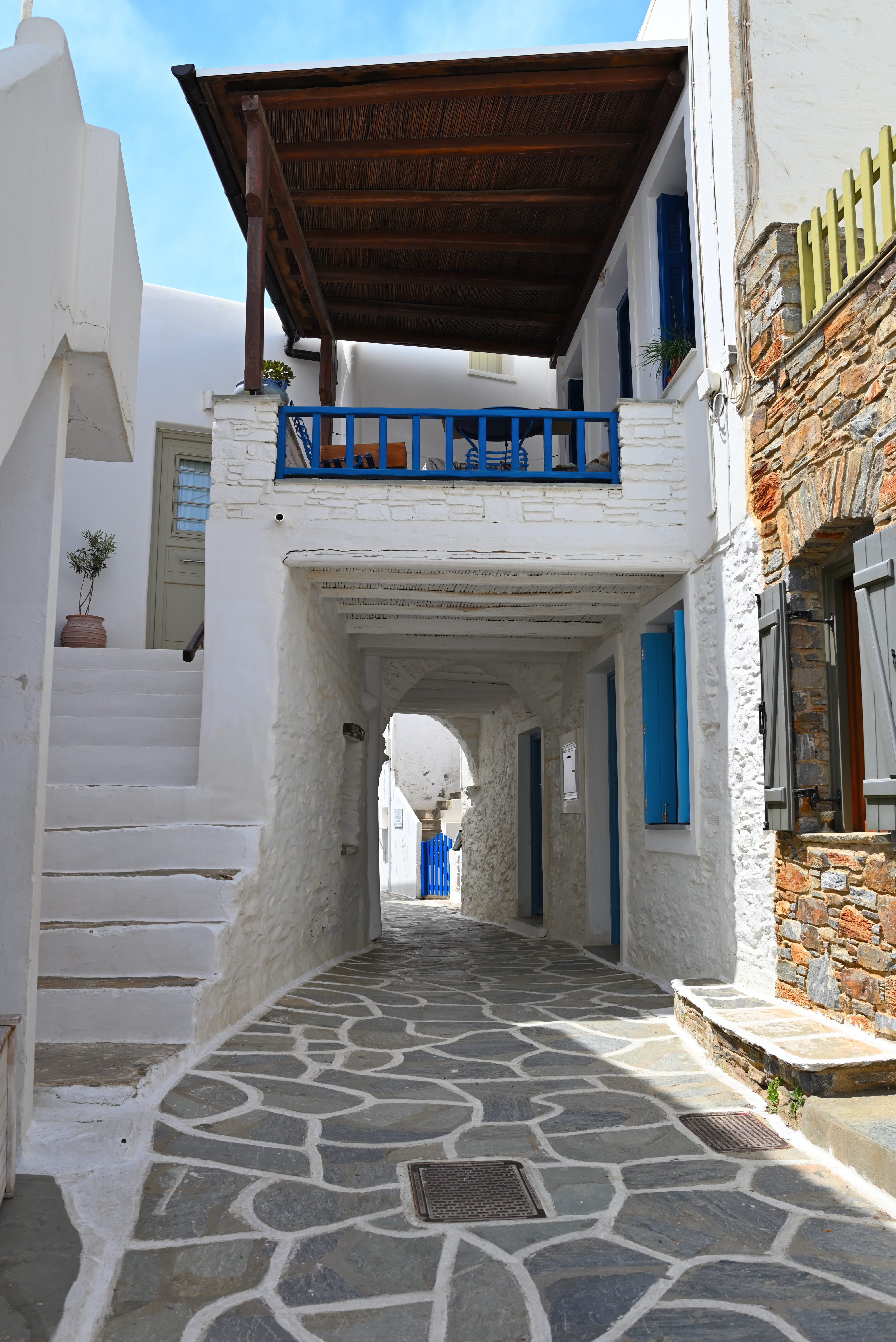
Calle típica en Jora.